# Asteropontius mycetophylliae
Asteropontius mycetophylliae is een eenoogkreeftjessoort uit de familie van de Asterocheridae. De wetenschappelijke naam van de soort is voor het eerst geldig gepubliceerd in 2005 door Varela, Ortiz & Lalana.